# Thomas Endres
Thomas Endres   (Würzburg, 12 de setembre de 1969) és un tirador d'esgrima alemany, ja retirat, especialista en floret, que va competir sota bandera de la República Federal Alemanya.
El 1984 va prendre part en els Jocs Olímpics d'Estiu de Los Angeles, on guanyà la medalla de plata en la competició del floret per equips del programa d'esgrima.
En el seu palmarès també destaca una medalla de plata en el Campionat del món d'esgrima de 1989.